# David Salo
David Salo (né en 1969) est un linguiste qui a travaillé sur les langues de J. R. R. Tolkien pour les films du Seigneur des anneaux, modifiant les langues elfiques (particulièrement le sindarin) en s'appuyant sur du vocabulaire déjà connu par les travaux publiés, et définissant certaines langues qui n'avaient qu'un petit corpus publié. Il est diplômé en linguistique à l'université du Wisconsin-Madison.
Son intérêt professionnel va principalement aux langues tokhariennes, des langues indo-européennes parlées dans le bassin du Tarim et au Turfan durant le Moyen Âge,.

## Salo et les langues de Tolkien
Son intérêt pour les langues de Tolkien intervint quand il lut les romans de Tolkien, étant enfant. En tant qu'étudiant au Malacaster College, il étudie le latin, le grec et la linguistique, et utilise ses connaissances pour améliorer sa compréhension des langues de Tolkien. En 1998, il crée la liste de diffusion elfling pour les fans des langues de Tolkien. En 2004, il publie une analyse linguistique du sindarin : A Gateway to Sindarin: A Grammar of an Elvish language from J.R.R. Tolkien's Lord of the Rings  (ISBN 0-87480-800-6). Une revue est consacrée à cet ouvrage en 2006 dans le volume 3 des Tolkien Studies. Il a été examiné plus en détail dans le contexte de la linguistique dans le volume 4 des Tolkien Studies (2007).
Salo fut contacté pour les films du Seigneur des anneaux et du Hobbit, afin d'écrire tout le matériel en elfique, khuzdul, et autres langues, ainsi que pour tout ce qui y était associé, tels que les inscriptions en tengwar et en cirth. Il a aussi traduit les paroles pour les bandes originales.